# Magic Kingdom
Magic Kingdom er en temapark i Disneyworld i Florida. Magic Kingdom åbnede den 1. oktober 1971 og er den største af de fire temaparker i Disneyworld. Det er verdens mest besøgte forlystelsespark.
Magic Kingdom består af seks zoner med hver sit tema. 
- Main Street, U.S.A er hovedgaden. Main Street har parkindgangen i den ene ende og Cinderella Castle (Askepotslottet) i den anden. Bygningerne i gaden er inspireret af det amerikanske midtvesten, og her finder man en række butikker.
- Adventureland har jungletema
- Frontierland har westerntema
- Liberty Square har tema om USA's kolonitid.
- Fantasyland er mest tilpasset de mindste besøgende med karruseller og andre attraktioner for børn i alle aldre, herunder forlystelsen Peter Pan's Flight.
- Tomorrowland har fremtiden som tema, med fokus på blandt andet rumfart.

| Portal | Portal:Disney |

## Galleri
- Hestetrukken sporvogn på Main Street
- Big Thunder Mountain i Frontierland
- Det Hjemsøgte Hus (The Haunted Mansion) i Liberty Square
- Peter Pan's Flight i Fantasyland
- Space Mountain Tunnel i Tomorrowland

## Eksterne links
- Wikimedia Commons har flere filer relateret til Magic Kingdom
- Officiel hjemmeside

28°25′07″N 81°34′52″V / 28.418611111111°N 81.581111111111°V